# La Brea (série télévisée)
Pour les articles homonymes, voir Brea, La Brea Tar Pits et La Brea (Trinité-et-Tobago).
La Brea, ou La Brea : Le Gouffre au Québec, est une série télévisée de science-fiction américaine en trente épisodes de 42 minutes créée par David Appelbaum et diffusée entre le 28 septembre 2021 et le 13 février 2024 sur le réseau NBC et en simultané sur le réseau CTV ou CTV 2 au Canada.
La série est diffusée en Belgique depuis le 6 juin 2022 sur RTL Plug, au Québec depuis le 18 août 2022 sur Addik et en France depuis le 2 novembre 2022 sur TF1,. Elle reste inédite dans les autres pays francophones.

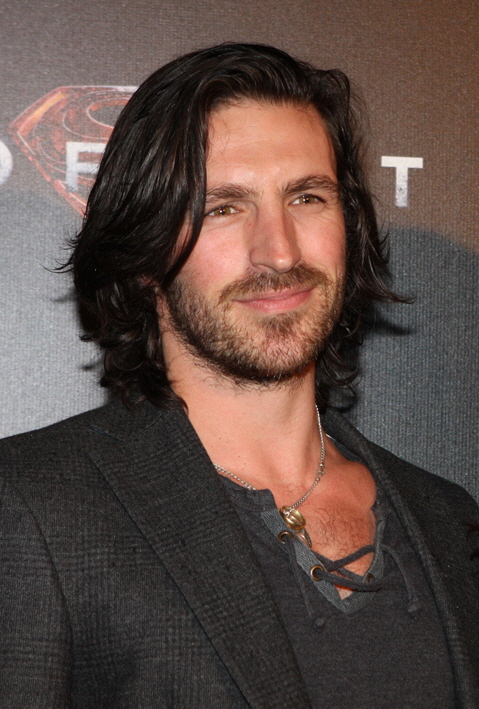
Eoin Macken.

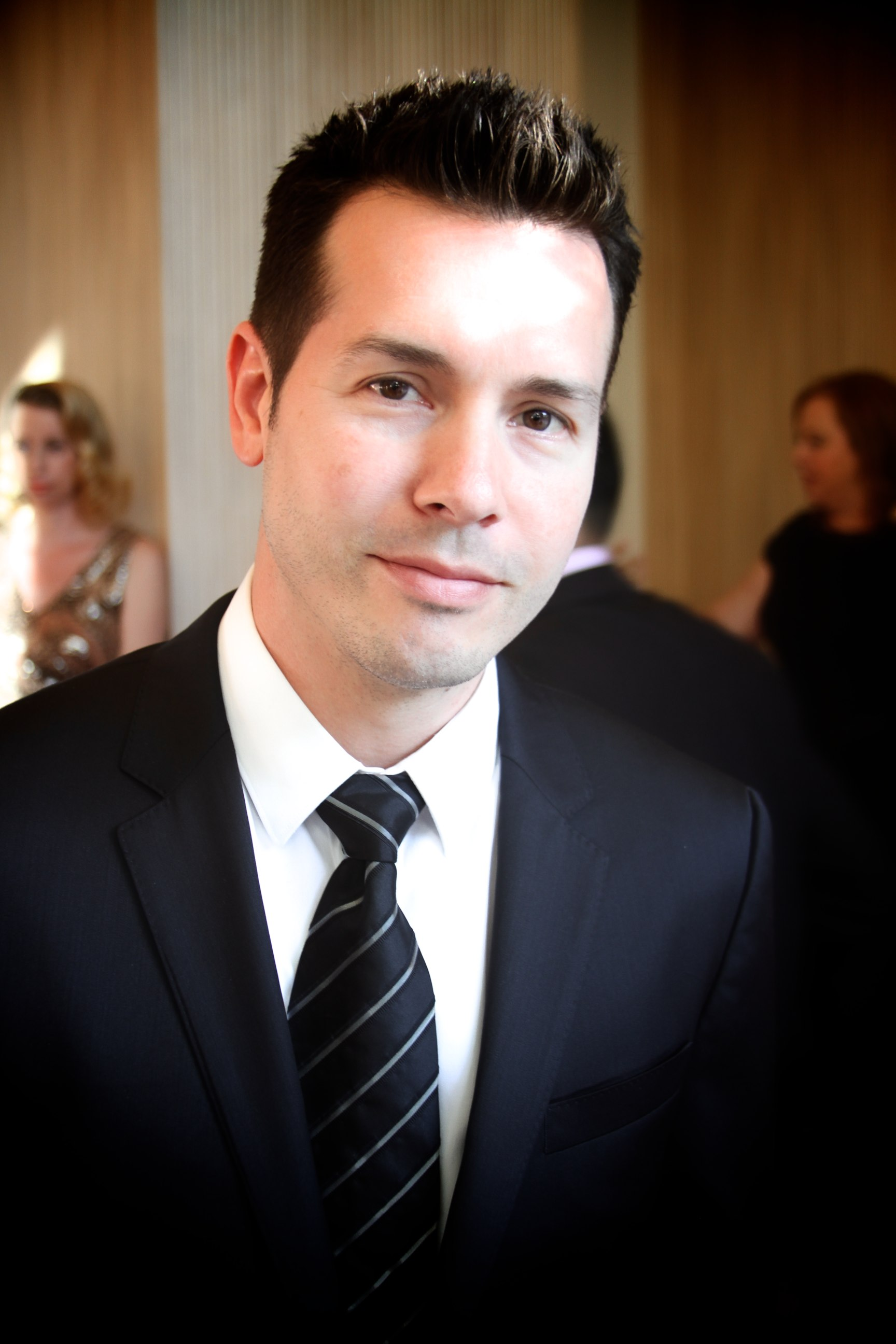
Jon Seda.

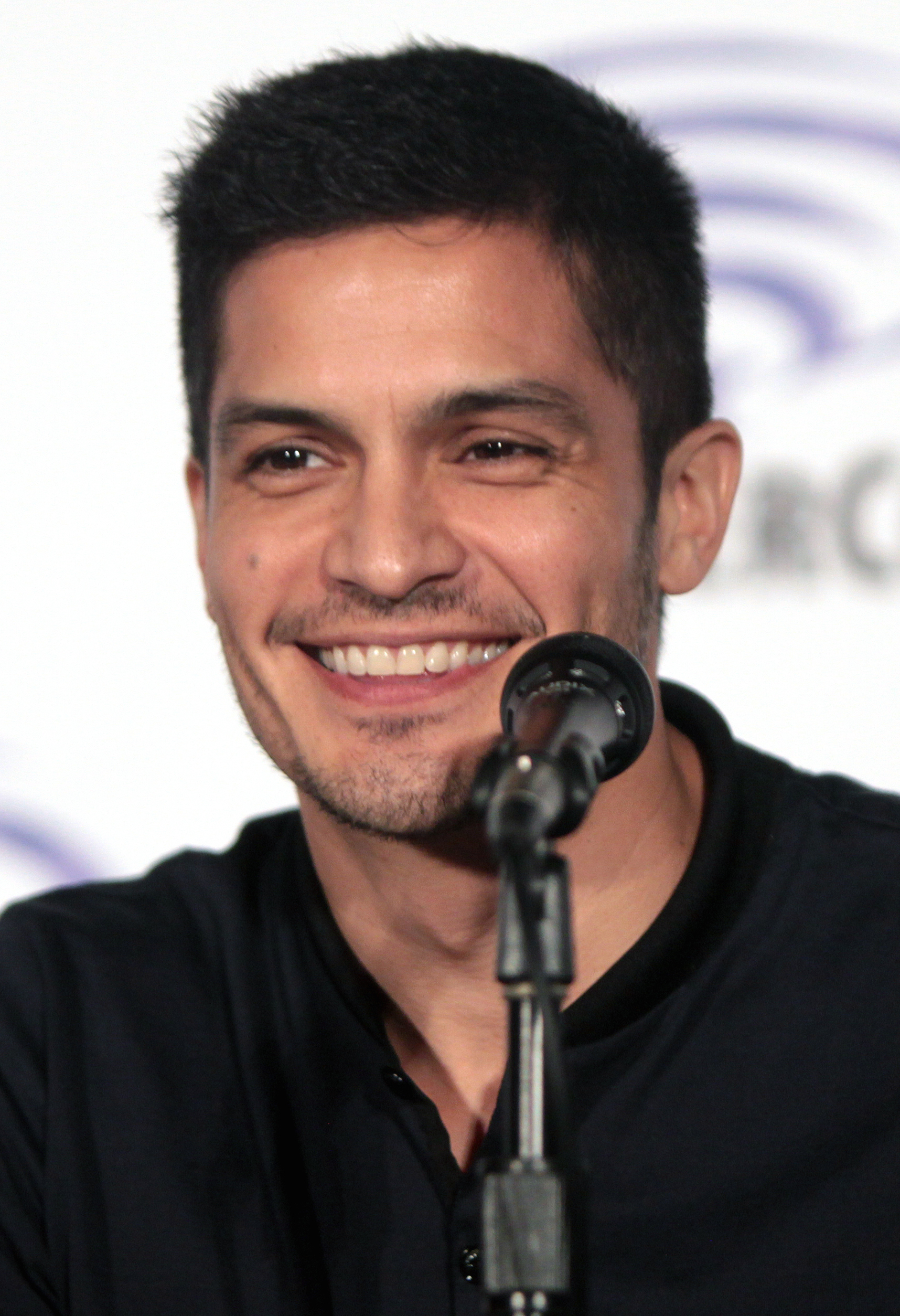
Nicholas Gonzalez.

## Synopsis
Un énorme gouffre s'ouvre en plein milieu de Los Angeles près du site paléontologique et touristique de La Brea Tar Pits, un vestige de l'ère glaciaire, entraînant des centaines de personnes, de bâtiments et de voitures dans ses profondeurs : cette doline géante crée un portail vers une autre dimension, 10 000 ans avant Jésus Christ et ceux qui sont tombés dedans se retrouvent dans une terre primitive mystérieuse et dangereuse, peuplée d'animaux comme des teratornis qui peuplaient la Terre il y a des milliers d'années, un monde où ils n'ont d'autre choix que de s'unir pour survivre,,.
Le gouffre déchire la famille Harris en deux, séparant la mère et le fils du père et de la fille.

## Distribution

### Acteurs principaux
- Natalie Zea (VF : Rafaèle Moutier) : Eve Harris (saisons 1 et 2, invitée saison 3)
- Eoin Macken (VF : Marc Arnaud) : Gavin Harris
- Chiké Okonkwo (en) (VF : Baptiste Marc) : Ty Coleman
- Karina Logue (VF : Déborah Perret) : Marybeth Hill (saison 1)
- Zyra Gorecki (VF : Margaux Maillet) : Izzy Harris
- Jack Martin (VF : Gwendal Anglade) : Josh Harris
- Veronica St. Clair (VF : Florine Orphelin) : Riley Velez
- Rohan Mirchandaney (VF : Nessym Guetat) : Scott Israni
- Lily Santiago (VF : Kelly Marot) : Veronica Castillo
- Chloe De Los Santos (VF : Marie Sambourg) : Lilly Castillo (saison 1)
- Michelle Vergara Moore (en) (VF : Ludivine Galieri) : Ella Jones, version adulte de Lilly. (saison 2, récurrente saison 1)
- Jon Seda (VF : David Mandineau) : Dr Sam Velez
- Nicholas Gonzalez (VF : Stéphane Fourreau) : le capitaine Levi Delgado
- Josh McKenzie (VF : Mario Bastelica) : Lucas Hayes
- Tonantzin Carmelo (en) (VF : Laëtitia Lefebvre) : Paara (saison 2, récurrente saison 1, invitée saison 3)

### Acteurs récurrents
- Ione Skye (VF : Sybille Tureau) : Jessica Harris (saison 1)
- Virginie Laverdure (VF : Sophie Riffont) : Dr Sophia Nathan (saison 1)
- Toby Truslove (en) (VF : Jean-Philippe Puymartin) : Adam Markman (saison 1)
- Damien Fotiou (en) (VF : Igor Chometowski) : Judah
- Pacharo Mzembe (VF : Ismaël Isma) : Tony Greene (saison 1)
- Stephen Lopez (VF : Vincent Pierrard) : Billy Fisher (saison 1)
- Mark Lee (en) (VF : Stefan Godin) : Silas (saisons 1-2)
- Ming-Zhu Hii (VF : Léovanie Raud) : Dr Rebecca Aldridge (saisons 1-2)
- Martin Sensmeier (VF : Laurent Maurel) : Taamet (saison 2)
- Jonno Roberts (VF : Joël Zaffarano) : James Mallet (saison 2)
- Melissa Neal (VF : Sandra Parra) : Caroline Clark (saison 2)
- Simone McAullay (en) (VF : Isabelle Gardien) : Kiera (saison 2)
- Hatton Greg (VF : Sacha Petronijevic) : Virgil (saison 2)
- Emily Wiseman : Helena (saison 3)[11]

### Version française
- Société de doublage : Audi'Art
- Direction artistique : Jonathan Dos Santos

 Source et légende : version française (VF) sur RS Doublage et Doublage Séries Database

## Production

### Genèse et développement
La série est créée et coécrite par David Appelbaum, un des scénaristes des séries Mentalist et NCIS : Nouvelle-Orléans,,.
Elle est produite par David Appelbaum, Avi Nir, Alon Shtruzman, Peter Traugott, Rachel Kaplan, Steven Lilien, Bryan Wynbrandt et Ken Woodruff,.
L'épisode pilote est réalisé par Thor Freudenthal, un réalisateur qui s'est forgé un curriculum vitae très étoffé au cours de la dernière décennie. Une première saison de dix épisodes est ensuite tournée.
Le 12 novembre 2021, la série est renouvelée pour une deuxième saison. David Applebaum annonce pour cette deuxième saison « Il va y avoir beaucoup de surprises qui vont amener nos personnages dans nombre d'endroits différents ».
Le 31 janvier 2023, il est annoncé que la série est renouvelée pour une troisième saison, : six épisodes sont confirmés pour cette saison avec une option pour en commander potentiellement davantage.
Le 20 novembre 2023, la série est arrêtée après trois saisons, la dernière saison composée de six épisodes est diffusée dès le 9 janvier 2024.

### Attribution des rôles
Parce que la production a été affectée par la pandémie de Covid-19, certains membres de la distribution ont été remplacés tout au long du processus.
Le casting principal débute en février 2020 avec Michael Raymond-James (Gavin), Karina Logue et Zyra Gorecki, Natalie Zea, Chiké Okonkwo, Caleb Ruminer (Josh), Jag Bal (Scott), Angel Parker (géologue), Catherine Dent (Jessica) et Veronica St. Clair, suivis en mars par Jon Seda et Rita Angel Taylor (Lilly). En juin, après le confinement, tous les membres à l'exception de Natalie Zea et Zyra Gorecki ont été libérés de leur engagement à la série.
Le rôle principal est tenu par Natalie Zea, qui déclare au sujet de la série : « Je n'avais jamais vraiment envisagé de jouer dans une œuvre de science-fiction. Ou d'interpréter ce genre d'héroïne. Je pensais qu'après la sitcom The Detour, j'allais continuer à faire de la comédie. Mais mon mari m'a convaincu du contraire. Bizarrement, pour La Brea, je n'avais pas réalisé à quel point courir allait être indispensable. Adepte de la course sur tapis, je me pensais parée pour "survivre". Je ne l'étais clairement pas. Courir pour "sauver ma vie" a été plus intense que prévu et j'ai dû m'y préparer ».
En 2020, Veronica St. Clair auditionne pour un rôle secondaire dans la série mais la production la rappelle pour passer une audition pour Riley, un des rôles principaux de la série : « J'ai passé une seule audition pour Riley et on m'a proposé le rôle environ une semaine plus tard, ce qui n'est pas du tout une expérience d'audition conventionnelle ». Veronica St. Clair précise qu'elle avait passé 183 auditions avant de décrocher son rôle dans La Brea. Mais le tournage de la série est affecté par la pandémie de Covid-19 : « Lorsque la pandémie a frappé, j'avais fait mes valises, prête à m'envoler pour Vancouver, où nous tournions le pilote. Puis j'ai reçu un appel m'informant que nous repoussions le tournage de deux semaines. ». Mais ces semaines deviennent ensuite des mois à mesure que la gravité de la pandémie mondiale devient évidente et la jeune actrice avoue :« J'étais reconnaissante que NBC me donne de l'argent pour que je puisse acheter des provisions et payer mon loyer. ». En janvier 2021, la chaîne NBC donne enfin le feu vert à la série pour une première saison de 10 épisodes : « J'ai reçu un appel de mon manager me disant qu'ils allaient non seulement me recruter, mais que le tournage se déroulerait en Australie et que je déménagerais dans deux mois en Australie. ».
Par ailleurs, l'acteur australien Rohan Mirchandaney, originaire de l'État du Victoria où a lieu le tournage, fait avec cette série ses débuts à la télévision américaine sans quitter son pays.

### Tournage
Bien que l'action du film se déroule à Los Angeles, le tournage de la série se déroule à Melbourne et dans l'État du Victoria, en Australie,.
La banlieue de Melbourne appelée Kew remplace Hollywood Hills, Bay Street à Port Melbourne est utilisée pour figurer le centre-ville de Los Angeles et Mount Macedon et Hanging Rock servent à filmer le monde primitif.
La production de la série injecte environ 71 millions de dollars dans l'économie australienne, dont plus de 60 millions dans l'État du Victoria, soit la production télévisuelle la plus coûteuse dans l'État du Victoria depuis la série HBO The Pacific de Steven Spielberg en 2009,,. La Brea s'ajoute ainsi à la liste croissante de productions que Universal a transférées en Australie à la suite de la pandémie de Covid-19, et en réponse aux généreuses incitations du gouvernement australien et du gouvernement de l'État du Victoria.
La production, supervisée par la compagnie locale Matchbox Pictures (en), crée 290 emplois locaux et recrute plus de 1 000 figurants,. Le ministre australien des Arts Paul Fletcher visite le plateau de tournage pour rencontrer les acteurs et l'équipe et déclare que ce tournage « permettra d'accélérer la formation de la prochaine génération de professionnels de l'industrie cinématographique ». De son côté, le ministre des Industries Créatives Danny Pearson déclare : « Nous entretenons une relation de longue date avec NBC Universal et nous les accueillons chaleureusement à Melbourne ».
À partir du 3 mai 2021, la grande artère de bord de mer Bay Street à Port Melbourne est fermée pendant plusieurs jours et transformée en banlieue de Los Angeles, près de Beverly Hills, et des écrans verts y sont dressés pour créer les effets spéciaux du gouffre.

### Fiche technique
Sauf indication contraire, les informations mentionnées dans cette section peuvent être confirmées par les bases de données cinématographiques IMDb et Allociné,  présentes dans la section « Liens externes ».
- Titre original : La Brea
- Titre québécois : La Brea : Le Gouffre
- Réalisation : Thor Freudenthal (4 épisodes)[24],[16], Adam Davidson, Cherie Nowlan, Greg McLean
- Scénario : Zakiyyah Alexander, David Appelbaum, Andre Edmonds, Jessica Granger, Steven Lilien, Jose Molina, Arika Lisanne Mittman, Aiyana White et Bryan Wynbrandt
- Musique : James S. Levine
- Direction artistique : Kate Saunders, Ben Barber et Jennifer A. Davis
- Décors : Carrie Kennedy et Ben Morieson
- Costumes : Katherine Milne
- Photographie : Mark Wareham
- Montage : Leland Sexton, Harry B. Miller III
- Production : David Appelbaum, Avi Nir, Alon Shtruzman, Peter Traugott, Rachel Kaplan, Steven Lilien, Bryan Wynbrandt et Ken Woodruff[1]
- Sociétés de production : Universal Television, Keshet Studios[1],[16]
- Pays de production :  États-Unis
- Langue originale : anglais
- Format : couleur
- Genre : drame, science-fiction
- Durée : 43 minutes
- Dates de première diffusion :
  - États-Unis : 28 septembre 2021 sur NBC[16],[32]
  - Canada : 28 septembre 2021 sur CTV[2]
  - Belgique : 6 juin 2022 sur RTL Plug[4]
  - Québec : 18 août 2022 sur Addik
  - France : 2 novembre 2022 sur TF1[6],[7]

## Épisodes

### Première saison (2021)
Cette saison comprend dix épisodes.
1. Les Disparus (Pilot)
2. Au deuxième jour (Day Two)
3. La chasse est ouverte (The Hunt)
4. La Marque de la main (The New Arrival)
5. Nous ne sommes pas seuls (The Fort)
6. Le Voyage du retour (The Way Home)
7. En pleine tempête (The Storm)
8. Là où tout a commencé (Origins)
9. Naître ou ne pas naître (Father and Son)
10. Une dernière chance… (Topanga)

Source des titres en français

### Deuxième saison (2022-2023)
Cette saison de quatorze épisodes est diffusée depuis le 27 septembre 2022 sur NBC. Après le septième épisode, la diffusion prend une pause de plus de deux mois et reprend le 31 janvier 2023.
En France, elle a été diffusée du 3 mai 2023 au 14 juin 2023 sur Série Club et du 24 octobre 2023 au 12 décembre 2023 sur TF1.
1. Le Jour d'après (The Next Day)
2. Les Exilés (The Cave)
3. La Grande Évasion (The Great Escape)
4. Dans la brume (The Fog)
5. Opération sauvetage (The Heist)
6. Le Mystère Lazarus (Lazarus)
7. Retour vers le passé (1988)
8. L'Arbre des cavernes (Stampede)
9. Meurtre à la clairière (Murder in the Clearing)
10. La Vengeance des exilés (The Return)
11. Le Mariage / Les Noces de sang (The Wedding)
12. L'Essaim / Nid de guêpes (The Swarm)
13. Retour imminent (The Journey, Part 1)
14. Tout recommencer (The Journey, Part 2)

### Troisième saison (2024)
Cette ultime saison de six épisodes est diffusée à  partir du 9 janvier 2024.
1. Sur la piste de Sierra (Sierra)
2. Oiseaux de malheur (Don't Look Up)
3. Amie ou ennemie ? (Maya)
4. La tempête de feu (Fire Storm)
5. Si près du but, 1ère partie (The Road Home, Part 1)
6. Le chemin du retour, 2ème partie (The Road Home, Part 2)

## Accueil critique
La série est notée 2.8⁄5 sur une moyenne de 411 avis émis par les téléspectateurs sur le site d'Allociné.
Sur le site IMDb, la série est notée 5,8 sur 10 pour un total de plus de 15 000 votes.
Sur Metacritic, elle reçoit un score de 44 % sur la base de 9 critiques collectées, indiquant des avis « Mixed or Average ».